# 井份
井份是中国广东省广州市从化区的一个自然村。在太平镇东南面约11千米，属分水村管辖。清朝时建村。1998年时，全村人口97人。